# زولينغن
زولينغن أو زُلِنغِن (Solingen) هي مدينة تقع في ولاية شمال الراين-وستفاليا تابعة إلى مقاطعة دسيلدورف
يحدها كل من فوبرتال ورمشايد ومع بيرغيش غلادباخ ليفيركوزن ومتمان يكونون بيرغشس لاند (Bergisches Land).
ارتفع عدد السكان في العام 1929 إلى أكثر من 100،000 نسمة وبذالك تحولت من مدينة صغيرة إلى مدينة ذات محافظة

## جغرافة
تعتبر سولينغن من المدن المرتفعة في ولاية نوردفيست فالين حيث يبلغ ارتفاعهة 276 متر فوق سطح البحر, ويبلغ مساحتها 89,45 متر مربع معظم المناطق غير مائهولا لصعوبة الجغرافية.

## السكان
يبلغ تعداد السكان في اخر احصائية Desember 2010 ديسمبر حوالي 159,927 نسمة

## المعالم
تعتبر سولينغن من أشهر المدن في العالم بصناعة السكاكين وصناعة أهم قطع السيارات ويقام معارض في الشركات حيث تكون السياحة مزدهرة طوال السنة ويوجد بها اعلا جسر حديد بدون اعمدة ويقام احتفال سنوي له.
يوجد كذلك أماكن سياحية أخرى كالمطاعم والبارات ومن اشهراها Ola Mexico ودور سينما وديسكوات
- عنوان الوصلة
- عنوان الوصلة

## توأمة
لزولينغن اتفاقيات توأمة مع كل من:
- أوه [الإنجليزية]‏
- زووتوريا [الإنجليزية]‏
- خاودا
- تشالون سور ساون
- Blyth, Northumberland [الإنجليزية]‏
- نيس زيونا
- خينوتيغا
- تييس [الإنجليزية]‏

## أعلام
- أدولف أيخمان
- هربرت شايد